# HD138764
HD138764 — хімічно пекулярна зоря спектрального класу B6, що має видиму зоряну величину в смузі V приблизно  5,2.
Вона  розташована на відстані близько 350,7 світлових років від Сонця.

## Фізичні характеристики
Телескоп Гіппаркос зареєстрував фотометричну змінність  даної зорі з періодом    1,26 доби в межах від  Hmin= 5,16 до  Hmax= 5,10.

## Пекулярний хімічний склад
Зоряна атмосфера HD138764 має підвищений вміст 
Si
.